# Ecoduct Boslaan

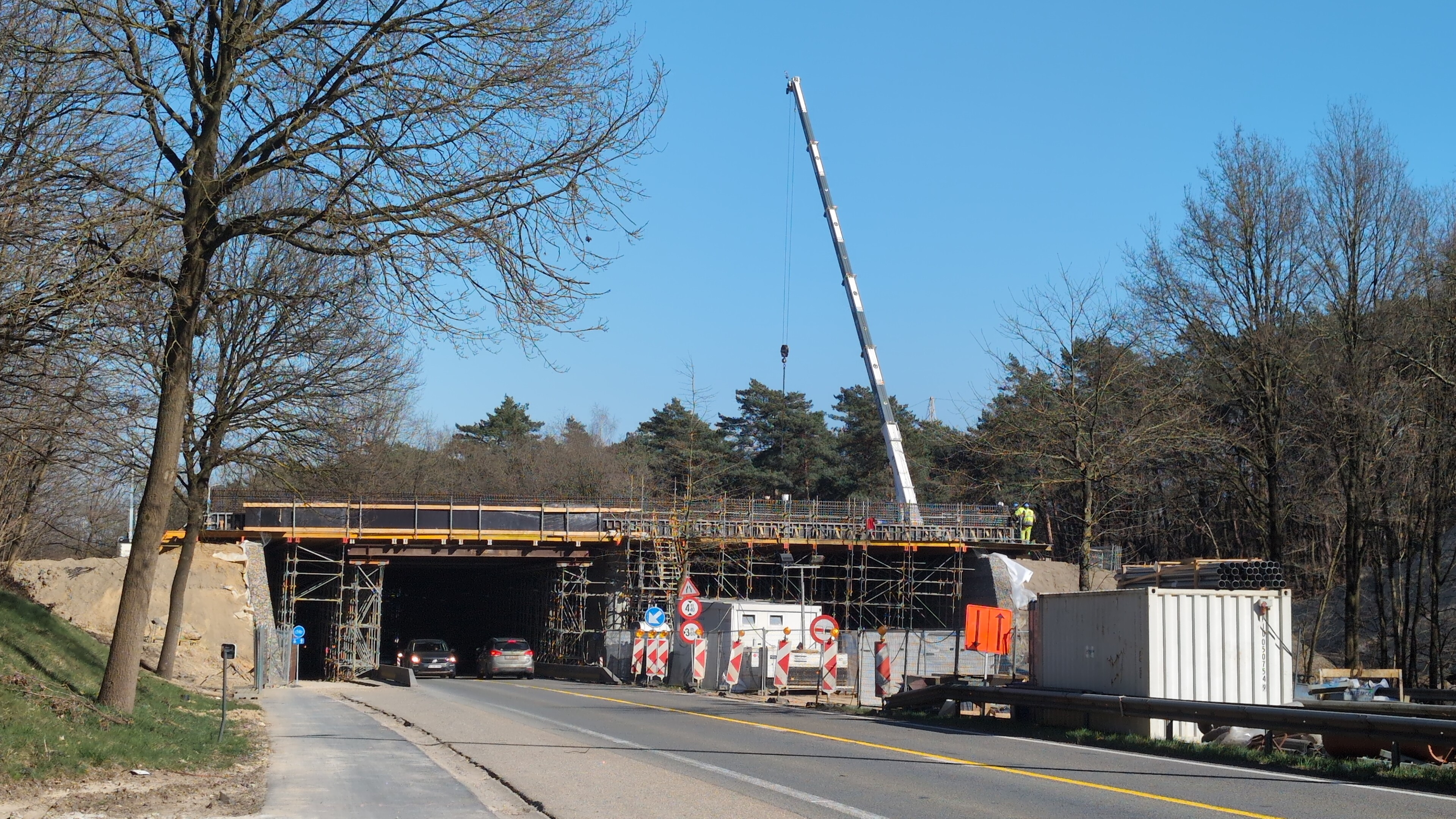
De ecoduct in aanbouw in 2024

De Ecoduct Boslaan of Ecoduct Dilserbos is een ecoduct (natuurbrug) in de Belgische deelgemeente Lanklaar. Ze overspant de N75 die daar het Nationaal Park Hoge Kempen doorsnijdt. Ecoduct Dilserbos is 60 meter breed: 55 meter voor de natuurzone en vijf meter voor recreatief gebruik door wandelaars en ruiters.

## Beschrijving
De aanleg van de brug, op initiatief van het Agentschap Wegen en Verkeer (AWV), begon op 5 augustus 2024. Ze zorgt ervoor dat mensen en dieren veilig de weg kunnen oversteken. Fauna en flora aan beide zijden van de weg worden opnieuw verbonden. Ecoduct Boslaan is een deel van VAPEO, het Vlaams Actieprogramma Ecologische Ontsnippering. Hierin zitten vijftien belangrijke knelpunten die versnippering van fauna en flora door gewest- of snelwegen veroorzaken.
Een ecoduct is een plaatbrug met ter plaatse gestorte betonplaten. Midden op de Boslaan is er een centrale steun en aan weerszijden een landhoofd. De 60 m brede brug zorgt ervoor dat dieren, maar ook ruiters en wandelaars (voor hen is vijf m voorzien) kunnen oversteken. De overige 55 m zijn een natuurzone. De gelijktijdig aangelegde Fietsbrug Boslaan over dezelfde weg maar 600 m verder naar het oosten, zorgt ervoor dat ook fietsers de oversteek kunnen maken.
De zones zijn gescheiden met een stronkenwal. Ook aan de randen van het ecoduct staan houten wanden die dieren beschermen voor het licht en geluid van verkeer op de Boslaan."
Aan weerskanten van de Boslaan zijn er taluds om de aanloop naar het ecoduct te maken. De ecologische en recreatieve zone op de brug is gescheiden door een stronkenwal, wortelkluiten van gerooide bomen. Ecorasters langs de Boslaan leiden overstekende dieren naar het ecoduct.